# Зверев, Георгий Ефимович
Георгий Ефимович Зверев (1908—1971) — полковник Советской Армии, участник Великой Отечественной войны, Герой Советского Союза (1945).

## Биография
Родился 12 апреля 1908 года в деревне Снопоть (ныне — Рогнединский район Брянской области). Окончил неполную среднюю школу. В 1930 году был призван на службу в Рабоче-крестьянскую Красную армию. В 1935 году окончил Ташкентское пехотное училище, в 1941 году — курсы «Выстрел». Участвовал в советско-финляндской войне. С июля 1941 года — на фронтах Великой Отечественной войны. Принимал участие в боях на Северо-Западном и 3-м Украинском фронтах.
С декабря 1944 года гвардии полковник Георгий Зверев командовал 29-м гвардейским воздушно-десантным полком 7-й гвардейской воздушно-десантной дивизии 4-й гвардейской армии 3-го Украинского фронта. Полк под его руководством неоднократно отличался в боях на территории Австрии. 6 апреля 1945 года полк первым из советских частей ворвался в город Швехат, форсировал одноимённую реку и полностью занял этот населённый пункт. За эти заслуги полку было присвоено почётное наименование «Венский», а его командир был представлен к званию Героя Советского Союза.
Указом Президиума Верховного Совета СССР от 28 апреля 1945 года за «образцовое выполнение боевых заданий командования на фронте борьбы с немецкими захватчиками и проявленные при этом мужество и героизм» гвардии полковник Георгий Зверев был удостоен высокого звания Героя Советского Союза с вручением ордена Ленина и медали «Золотая Звезда» за номером 4962.
После окончания войны продолжил службу в Советской Армии. В 1955 году был уволен в запас. Проживал в Киевской области, работал на заводе. Умер 13 января 1971 года, похоронен на Лукьяновском военном кладбище Киева.
Награждён двумя орденами Ленина, двумя орденами Красного Знамени, орденами Суворова 3-й степени, Отечественной войны 1-й степени, Красной Звезды, рядом медалей.